# Vojaški ordinariat Kenije
Vojaški ordinariat Kenije je rimskokatoliški vojaški ordinariat, ki je vrhovna cerkveno-verska organizacija in skrbi za pripadnike oboroženih sil Kenije.
Sedež ordinariata je v Nairobiju.

## Škofje
- Maurice Michael Otunga (20. januar 1964 - 29. avgust 1997)
- Alfred Kipkoech Arap Rotich (29. avgust 1997 - danes)